# Stati rappresentati al Reichstag nel 1792

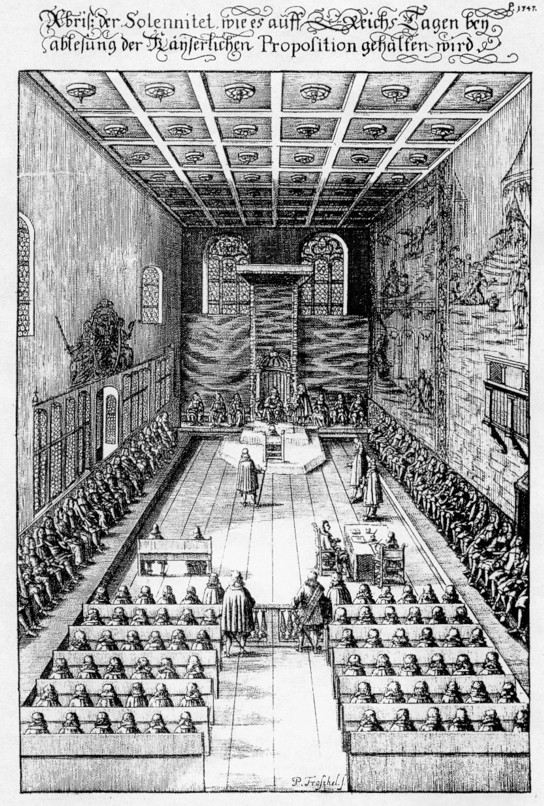
Scranni per un'inaugurazione della dieta imperiale presso il Municipio di Ratisbona, da un'incisione del 1675: Imperatore e Principi elettori in alto, Principi laici a sinistra, ecclesiastici a destra, deputati delle città imperiali in primo piano.

Il Sacro Romano Impero è stato altamente decentralizzato per la maggior parte della sua storia, composto da centinaia di piccoli Stati, molti dei quali gestiti con un certo grado di sovranità indipendente. Anche se nella prima parte del Medioevo, sotto gli imperatori della dinastia salica e gli Hohenstaufen, era relativamente centralizzato, col passare del tempo l'Imperatore ha perso sempre più potere nei confronti dei principi. La composizione del Reichstag nel 1792, alla fine della storia dell'Impero, ma prima dell'inizio delle guerre rivoluzionarie francesi, fornisce alcuni chiarimenti in merito alla composizione del Sacro Romano Impero in quel momento.

## Composizione della Dieta del Sacro Romano Impero nel 1792
L'anno 1792 è stato poco prima dei grandi cambiamenti ispirati dalle incursioni rivoluzionarie francesi in Germania. L'impero era, a quel tempo, diviso in diverse migliaia di territori immediati (unmittelbar) come le Comunità rurali imperiali e villaggi imperiali, ma solo 300 di questi avevano la Landeshoheit (il tipo speciale di sovranità di cui godono gli stati dell'Impero), e aveva la rappresentanza nel Reichstag (Dieta imperiale). La Dieta imperiale è stata divisa nei tre cosiddetti collegia: il Consiglio degli elettori, il Consiglio dei Principi e il Consiglio delle Città. Coloro che hanno ricevuto voti erano gradualmente cambiati nel corso dei secoli, così molti Principi hanno mantenuto più di un voto. Alcuni territori che un tempo avevano mantenuto voti nella dieta, come ad esempio la contea di Waldeck o del Ducato di Jülich-Kleve-Berg, li hanno perduti a causa della estinzione di una vecchia dinastia, o per altri motivi.

### Il Collegio degli Grandi Elettori
Il Consiglio, più propriamente collegio (Kurfürsten Kolleg) includeva i seguenti membri:
- il re di Boemia (anche arciduca d'Austria e re d'Ungheria) (l'imperatore Leopoldo II)
- l’arcivescovo di Magonza (Friedrich Karl Josef von Erthal)
- l'arcivescovo di Treviri (principe Clemente Venceslao di Sassonia)
- l'arcivescovo di Colonia (arciduca Massimiliano d'Asburgo-Lorena)
- il conte palatino del Reno (anche duca di Baviera; l'elettorato del Reno e l'elettorato di Baviera sono uniti dal 1777) (Carlo IV Teodoro)
- il duca di Sassonia (Federico Augusto III)
- il margravio del Brandeburgo (re di Prussia) (Federico Guglielmo II)
- il duca di Brunswick-Lüneburg (Elettore di Hannover, re di Gran Bretagna) (Giorgio III)

### Il Consiglio dei principi
È ordinato in base all'ordine ufficiale di voto nella Dieta:
- l'arciduca d'Austria (anche re di Boemia) (imperatore Leopoldo II)
- il duca di Borgogna (anche arciduca d'Austria) (imperatore Leopoldo II)[1]

#### Il Banco degli ecclesiastici
- L’Arcivescovo di Salisburgo (Hieronymus von Colloredo)
- L'Arcivescovo di Besançon (Raymond de Durfort)
- Il Gran maestro dell'Ordine teutonico (Arciduca Massimiliano Francesco d'Austria, l'Elettore di Colonia)
- Il Vescovo di Bamberga (Franz Ludwig von Erthal, anche Principe-Vescovo di Würzburg)
- Il Vescovo di Würzburg (Franz Ludwig von Erthal, anche Principe-Vescovo di Bamberga)
- Il Vescovo di Worms (Friedrich Karl Josef von Erthal, l'Elettore di Magonza)
- Il Vescovo di Eichstätt (Joseph von Stubenberg)
- Il Vescovo di Spira (Damian August Philipp Karl von Limburg-Styrum)
- Il Vescovo di Strasburgo (Cardinale Louis-René-Édouard de Rohan-Guéménée)
- Il Vescovo di Costanza (Maximilian Christof von Rodt)
- Il Vescovo di Augusta (Clemente Venceslao di Sassonia, l'Elettore di Treviri)
- Il Vescovo di Hildesheim (Franz Egon von Fürstenberg, anche Principe-Vescovo di Paderborn)
- Il Vescovo di Paderborn (Franz Egon von Fürstenberg, anche Principe-Vescovo di Hildesheim)
- Il Vescovo di Frisinga (Joseph Konrad von Schroffenberg-Mös, anche Principe-Vescovo di Ratisbona)
- Il Vescovo di Ratisbona (Joseph Konrad von Schroffenberg-Mös, anche Principe-Vescovo di Frisinga)
- Il Vescovo di Passavia (Joseph Franz Anton von Auersperg)
- Il Vescovo di Trento (Peter Michael Vigilius von Thun-Hohenstein)
- Il Vescovo di Bressanone (Karl Franz von Lodron)
- Il Vescovo di Basilea (Franz Joseph Sigismund von Roggenbach)
- Il Vescovo di Münster (Arciduca Massimiliano d'Austria, Elettore di Colonia)
- Il Principe Vescovo di Osnabrück (si noti come, dopo il 1648, si alternano tra protestanti e cattolici), (Federico Augusto di Brunswick-Lüneburg - Hannover)
- Il Vescovo di Liegi (César-Constantin-François de Hoensbroeck)
- Il Vescovo di Lubecca (un Vescovo Protestante) (Peter Friedrich Ludwig of Holstein-Gottorp)
- Il Vescovo di Coira (Franz Dionysius von Rost)
- L'Abate e vescovo di Fulda (Adalbert von Harstall)
- L'Abate di Kempten (Ruprecht von Neuenstein)
- Il Prevosto di Ellwangen (Principe Clemente Venceslao di Sassonia, Elettore di Treviri)
- Il Gran maestro dell'Ordine di San Giovanni (Emmanuel de Rohan-Polduc)
- Il Prevosto di Berchtesgaden (3º voto del Vescovo di Frisinga e Ratisbona)
- Il Prevosto di Weissenburg (Damian August Philipp Karl von Limburg-Styrum, Principe-Vescovo di Spira in unione perpetua)
- Il Prevosto di Prüm (Clemente Venceslao di Sassonia, Elettore di Treviri in unione perpetua)
- L'Abate di Stablo (Celestino Thys)
- L'Abate di Corvey (Theodor von Brabeck)
- Un voto unico per il Collegio dei Prelati della Provincia Sveva, vedi sotto;
- Un voto unico per il Collegio dei Prelati della Provincia dell'Elettorato del Reno, vedi sotto;

questi ultimi due erano gruppi di abati minori, che insieme hanno avuto un voto comune. A differenza di coloro che hanno avuto un voto singolo, non sono stati considerati titolari di piena sovranità.

#### Il Banco (gli scranni) Secolare
- Il Duca di Baviera (Carlo Teodoro, Principe elettore di Baviera, anche Elettore Palatino)
- Il Duca di Magdeburgo (Federico Guglielmo II di Prussia, anche Re di Prussia)
- Il Conte palatino di Lautern (2º voto del Duca di Baviera)
- Il Conte palatino di Simmern (3º voto del Duca di Baviera)
- Il Conte palatino di Neuburg (4º voto del Duca di Baviera)
- Il Duca di Brema e Verden (Giorgio III di Gran Bretagna, anche Re di Gran Bretagna)
- Il Conte palatino di Zweibrücken (Carlo II Augusto)
- Il Conte palatino di Veldenz (5º voto del Duca di Baviera)
- Il Duca di Sassonia-Weimar (Carlo Augusto, anche Duca di Sassonia-Eisenach)
- Il Duca di Sassonia-Eisenach (Carlo Augusto, anche Duca di Sassonia-Weimar)
- Il Duca di Sassonia-Coburgo (i due rami della famiglia Wettin si dividono questo voto:
  - Duca Ernesto Federico di Sassonia-Coburgo-Saalfeld
  - Duca Giorgio I di Sassonia-Meiningen)
- Il Duca di Sassonia-Gotha (Ernesto II, anche Duca di Sassonia-Altenburg)
- Il Duca di Sassonia-Altenburg (Ernesto II, anche Duca di Sassonia-Gotha)
- Il Margravio di Brandeburgo-Ansbach (2º voto del Re di Prussia)
- Il Margravio di Brandeburgo-Bayreuth (3º voto del Re di Prussia)
- Il Duca di Brunswick-Celle (2º voto del Re di Gran Bretagna)
- Il Duca dì Brunswick-Calenberg (3º voto del Re di Gran Bretagna)
- Il Duca di Brunswick-Grubenhagen (4º voto del Re di Gran Bretagna)
- Il Duca di Brunswick-Wolfenbüttel (Carlo Guglielmo)
- Il Principe di Halberstadt (4º voto del Re di Prussia)
- Il Duca della Pomerania Orientale (5º voto del Re di Prussia)
- Il Duca della Pomerania svedese (Gustavo III, anche Re di Svezia)
- Il Principe di Verden (5º voto del Re di Gran Bretagna)
- Il Duca di Meclemburgo-Schwerin (Federico Francesco I)
- Il Duca di Meclemburgo-Güstrow (Federico Francesco I, anche Duca di Meclemburgo-Schwerin)
- Il Duca di Württemberg (Carlo II Eugenio)
- Il Langravio di Assia-Kassel (Guglielmo IX di Assia-Cassel)
- Il Langravio di Assia-Darmstadt (Luigi X)
- Il Margravio di Baden-Baden (Carlo Federico)
- Il Margravio di Baden-Durlach (2º voto del Margravio di Baden)
- Il Margravio di Baden-Hachberg (3º voto del Margravio di Baden)
- Il Duca di Holstein (Cristiano VII, anche Re di Danimarca-Norvegia)
- Il Duca di Sassonia-Lauenburg (6º voto del Re di Gran Bretagna)
- Il Principe di Minden (6º voto del Re di Prussia)
- Il Duca di Oldenburg (Pietro Federico Guglielmo)
- Il Duca di Savoia (Vittorio Amedeo III, anche Re di Sardegna)
- Il Langravio di Leuchtenberg (6º voto del Duca di Baviera)
- Il Principe di Anhalt (4 rami della famiglia si dividevano il voto -
  - Federico Augusto di Anhalt-Zerbst
  - Leopoldo III di Anhalt-Dessau
  - Federico Alberto di Anhalt-Bernburg
  - Augusto Cristiano di Anhalt-Köthen)
- Il conte regnante di Henneberg (questo voto era diviso tra i vari rami della dinastia del Casato di Wettin—
  - Federico Augusto III del Principato Elettorale di Sassonia
  - Carlo Augusto di Sassonia-Weimar-Eisenach
  - Ernesto II di Sassonia-Gotha-Altenburg
  - Giorgio I di Sassonia-Meiningen
  - Federico I di Sassonia-Hildburghausen
  - Ernesto Federico di Sassonia-Coburgo-Saalfeld)
- Il Principe di Schwerin (Federico Francesco I, anche Duca di Meclemburgo-Schwerin (esercitato dal Ducato di Meclemburgo-Schwerin))
- Il Principe di Kammin (7º voto del Re di Prussia)
- Il Principe di Ratzeburg (Adolfo Federico IV, anche Duca di Meclemburgo-Strelitz (esercitato dal Ducato di Meclemburgo-Strelitz))
- Il Principe di Hersfeld (2º voto del Langravio di Assia-Kassel)
- Il Principe di Nomeny (del Casato di Lorena; Imperatore Leopoldo II, anche Re di Boemia, ecc.)
- Il Principe di Montbéliard (2º voto del Duca di Württemberg)
- Il Principe di Arenberg (Luigi Engelberto)
- Il Principe di Hohenzollern (Giuseppe Federico)
- Il Principe di Lobkowitz (Joseph Franz Maximilian)
- Il Principe di Salm (Constantino Alessandro)
- Il Principe di Dietrichstein (Carlo Giovanni)
- Il Principe di Nassau-Hadamar (Casato di Nassau) (Guglielmo V, anche Principe di Orange e Statolder della Repubblica delle Sette Province Unite)
- Il Principe di Nassau-Dillenburg (Casa d'Orange-Nassau) (2º voto dello  Statolder della Repubblica delle Sette Province Unite)
- Il Principe di Auersperg (Carlo Giuseppe)
- Il Principe della Frisia orientale (8º voto del Re di Prussia)
- Il Principe di Fürstenberg (Giuseppe Maria)
- Il Principe di Schwarzenberg (Giuseppe II)
- Il Principe di Liechtenstein (Luigi I)
- Il Principe di Thurn und Taxis (Carlo Anselmo (dal 1754)[2])
- Il Principe di Schwarzburg (i due rami della famiglia si dividono questo voto -
  - Cristiano Günther III di Schwarzburg-Sondershausen
  - Federico Carlo di Schwarzburg-Rudolstadt)
- Un voto unico per il Collegio dei Conti di Svevia; vedi sotto
- Un voto unico per il Collegio dei Conti di Wetterau; vedi sotto
- Un voto unico per il Collegio dei Conti di Franconia; vedi sotto
- Un voto unico per il Collegio dei Conti di Vestfalia; vedi sotto

### Il Consiglio delle Città
Il Consiglio delle città libera dell'Impero in realtà non era uguale agli altri - il suo voto era solo consultivo. Nel 1792, vi erano 51 Città Libere, ancora esistenti negli ultimi anni del Sacro Romano Impero, prima delle conquiste francesi del 1795, ripartite nei rispettivi circoli imperiali di appartenenza, divise tra due Banchi, il Banco del Reno e il Banco della Svevia.

### Circolo dell'Alto Reno
- Francoforte sul Meno (dal 1220); protestante
- Friedberg (dal 1217); protestante
- Spira (dal 1294); protestante
- Wetzlar (dal 1180); protestante
- Worms (dal 1074); protestante

### Circolo del Basso Reno - Vestfalia
- Aquisgrana (dal 1306); cattolica
- Colonia (de facto dal 1288; de iure dal 1475); cattolica
- Dortmund (dal 1220); protestante

### Circolo della Bassa Sassonia
- Amburgo (dal 1510 e di nuovo dal 1770); protestante
- Brema (dal 1646); protestante
- Goslar; protestante
- Lubecca (dal 1226); protestante
- Mühlhausen di Turingia (dal 1180); protestante
- Nordhausen (dal 1253); protestante

### Circolo di Baviera
- Ratisbona (dal 1180); protestante, sede del Reichstag dal 1664

### Circolo di Franconia
- Norimberga (dal 1219); protestante
- Rothenburg ob der Tauber (dal 1274); protestante
- Schweinfurt (dal 1282); protestante
- Weißenburg in Bayern (dal 1350 ca.); protestante
- Windsheim (dal 1284); protestante

### Circolo di Svevia
- Aalen (dal 1360); protestante
- Augusta (dal 1276); paritaria
- Biberach an der Riß (dal 1180); paritaria
- Bopfingen (dal 1250 ca.); protestante
- Buchau (dal 1250 ca.); cattolica
- Friedrichshafen (già Buchhorn; dal 1089); cattolica
- Dinkelsbühl (dal 1274); paritaria
- Esslingen am Neckar (dal 1250 ca.); protestante
- Gengenbach (dal 1250 ca. al 1755); cattolica
- Giengen an der Brenz (dal 1250 ca.); protestante
- Heilbronn (dal 1350); protestante
- Isny im Allgäu (dal 1250 ca.); protestante
- Kaufbeuren (dal 1250 ca.); protestante
- Kempten (dal 1289); protestante
- Leutkirch im Allgäu, protestante
- Lindau (dal 1275); protestante
- Memmingen (dal 1286); protestante
- Nördlingen (dal 1215); protestante
- Offenburg (dal 1289; tranne 1701-1771); cattolica
- Pfullendorf; cattolica
- Ravensburg (dal 1276); paritaria
- Reutlingen (dal 1240); protestante
- Rottweil (dal 1140); cattolica
- Schwäbisch Gmünd (dal 1250 ca.); cattolica
- Schwäbisch Hall (dal 1280); protestante
- Überlingen (dal 1268); cattolica
- Ulma (dal 1155); protestante
- Wangen im Allgäu (dal 1250 ca.); cattolica
- Weil der Stadt (dal 1250 ca.); cattolica
- Wimpfen; protestante
- Zell am Harmersbach; cattolica

### Composizione dei Collegi con voto collegiale
I due Banchi del Consiglio dei Principi, ciascuno avente singolo voto collegiale. La composizione di ciascuno era la seguente:

#### I Prelati di Svevia
- La Badessa di Baindt
- Il Principe-abate di Elchingen
- Il Principe-abate di Gengenbach
- La Badessa di Gutenzell
- La Badessa di Heggbach
- La badessa imperiale di Irsee
- Il Principe-abate di Kaisheim
- Il Principe-abate di Marchtal
- Il Principe-abate di Neresheim
- Il Principe-abate di Ochsenhausen
- Il Principe-abate di Petershausen
- Il Principe-abate di Roggenburg
- Il Principe-abate di Rot
- La Badessa di Rottenmünster
- Il Principe-abate di Salmannsweiler
- Il Principe-abate di Schussenried
- La Badessa di Söflingen
- Il Principe-abate di Ursperg
- Il Principe-abate di Weingarten
- Il Principe-abate di Weissenau
- Il Principe-abate di Wettenhausen
- Il Principe-abate di Zwiefalten

#### I Prelati del Reno
- Il Principe-abate di Bruchsal e Odenheim
- La Badessa di Buchau
- Il Principe-abate di Burtscheid
- Il Principe-abate di Ballei of Coblenza (Gran maestro dell'Ordine teutonico)
- Il Principe-abate di St. Cornelismünster
- Il Principe-abate di Sant’Ulrico e Afra ad Augusta
- Il Principe-abate di Ballei di Alsazia e Borgogna (Gran Maestro dell'Ordine Teutonico)
- La Badessa di Essen
- La Badessa di Gandersheim
- Il Principe-abate di Isny (ora Isny im Allgäu)
- La badessa imperiale di Gernrode
- La Badessa di Herford
- La Badessa del Basso Münster a Ratisbona
- La Badessa dell’Alto Münster a Ratisbona
- La Badessa di Quedlinburg
- La badessa imperiale di Thorn
- Il Principe-abate di Werden

#### I Conti del Wetterau costituitisi nel 1565
- Il Langravio d'Assia-Kassel per la contea di Hanau dal 1648
- I Langravi d'Assia-Kassel e d'Assia-Darmstadt per la contea di Hanau-Lichtenberg dal 1736
- I Principi e Conti di Solms dal 1724 (2 voti)
- Il Principe di Nassau-Usingen
- Il Principe di Nassau-Weilburg
- Il Principe di Nassau-Saarbrücken
- Il Principe di Orange-Nassau-Dietz per la parte della signoria di Münzenfelden
- Il Principe e Conti di Isenburg, dal 1675
- Il Conte di Stolberg, per la parte delle contee di Königstein ed Eppstein
- I Principi e Conti di Sayn-Wittgenstein-Berleburg
- I Principi e Conti di Sayn-Wittgenstein-Wittgenstein
- I Conti di Salm (2 voti)
- Il Conte di Wied-Neuwied dal 1648
- Il Principe e Conti di Leiningen-Dagsburg
- I Conti di Leiningen-Westerburg dal 1597
- Il principe e i Conti di Hatzfeld per la parte della contea di Gleichen dal 1640
- I Conti di Hohenlohe-Langenburg per la parte della contea di Gleichen
- I Conti di Schönburg dal 1700
- Il Conte di Wied-Runkel dal 1595
- Il Conte di Ortenburg, dal 1698
- I Conti di Reuss zu Plauen dal 1673 (2 voti per le linee di Greiz e Schleiz)
- Il Conte di Reuss zu Plauen di Gera dal 1689
- Il Principe di Waldeck e Pyrmont dal 1712
- Il Conte di Starhemberg con voto personale dal 1719
- Il Conte Kolb di Wartenberg con voto personale dal 1707
- Il Conte Goertz per la contea di Schlitz dal 1804

#### I Conti di Svevia, costituitisi nel 1549
- Il Principe di Fürstenberg per la contea di Heiligenberg
- La Badessa imperiale di Buchau per la contea di Alschausen
- La Badessa imperiale di Lindau
- Il Commendatore dei Cavalieri Teutonici della commenda di Alsazia e Burgundia, dal 1720
- Il Principe di Oettingen (ramo Oettingen-Wallerstein) dal 1674
- L'arciduca d'Austria e imperatore per la signoria di Tettnang, dal 1780 ceduta all'Austria dal Montfort, ora Vorarlberg
- Il Conte di Helfenstein (da Geislingen an der Steige, anche Elettore di Baviera)
- Il Principe di Schwarzenberg per il langraviato del Klettgau dal 1696
- I Conti di Königsegg in due linee sovrane, dal 1640
- I Conti di Waldburg dal 1640
- Il Margravio di Baden come Conte di Eberstein dal 1723
- Il Conte von der Leyenper la signoria di Hohengeroldseck dal 1711
- I Conti di Fugger conc 3 voti dal 1708
- L'arciduca d'Austria e imperatore per la signoria di Hohenems dal 1779
- Il Conte di Traun per la signoria di Eglofs e Müglen dal 1662
- Il Principe-abate dell'Abbazia di San Biagio nella Foresta Nera per la contea di Bonndorf dal 1746
- Il Conte di Stadion per la parte della signoria di Thannhausen dal 1788
- Il Conte di Sinzendorf per la parte della signoria di Thannhausen dal 1788
- Il Principe di Thurn und Taxis con voto personale dal 1726
- I Conti di Schönborn dal 1701
- Il Conte di Khevenhüller con voto personale dal 1737
- Il Conte di Kuefstein con voto personale dal 1737
- Il Principe di Colloredo- Wallsee con voto personale dal 1737
- Il Conte di Rechberg-Hohenrechberg con voto personale dal 1740
- Il Conte di Harrach- Rohrau con voto personale dal 1752
- Il Conte di Šternberk con voto personale dal 1737
- Il Conte di Neipperg (Casato di Neipperg) con voto personale dal 1766
- Il Conte di Waldstein con voto personale dal 1774
- Il Conte di Sickingen con voto personale dal 1791
- Il Principe di Hohenzollern-Sigmaringen

#### I Conti di Franconia costituitisi nel 1641
- I Principi e Conti di Hohenlohe
- I Conti di Castell dal 1773
- I Conti di Erbach
- I Conti di Rothenberg (poi i Conti di Rothberg)
- I Principi e Conti di Löwenstein-Wertheim per la contea di Wertheim
- Il Conte di Löwenstein-Wertheim per la contea di Virneburg dal 1648
- Gli eredi dei Conti di Limpurg per la parte della contea di Limpurg
- I Conti di Nostitz-Rieneck per la parte del burgraviato di Rieneck, dal 1675
- Il Principe di Schwarzenberg per la contea omonima e la signoria di Seinsheim dal 1696
- Gli eredi dei Conti di Wolfstein (conti di Hohenlohe-Kirchberg e di Giech dal 1740
- Il Principe di Thurn-Taxis per la contea di Friedberg dal 1786
- I Conti di Schönborn dal 1701 per le contee di Reichelsberg e di Wiesentheid
- Il Conte di Windisch Graetz a titolo personale (1684)
- Il Principe Orsini-Rosenberg a titolo personale (1684)
- Il Conte di Ottenbach a titolo personale
- Il Conte di Starhemberg a titolo personale (1719)
- Il Conte di Wurmbrand a titolo personale (1726)
- Il Conte di Giech per la parte della contea di Thurnau dal 1726
- Il Conte di Gravenitz a titolo personale
- Il Conte di Pückler a titolo personale (1740)

#### I Conti di Vestfalia
- Il Marchese di Ansbach per la contea di Sayn-Altenkirchen
- Il Burgravio di Kirchberg per la contea di Sayn-Hachenburg
- Il Re d'Inghilterra per la contea di Hoya
- Il Re d'Inghilterra per la contea di Spiegelberg
- Il Re d'Inghilterra per la contea di Diepholz
- Il Conte di Oldenburg (anche Duca di Holstein-Gottorp)
- Il Conte di Delmenhorst (anche Duca di Holstein-Gottorp)
- Il Conte di Tecklenburg (anche Re di Prussia)
- Il Duca di Arenberg
- Il Principe di Wied-Runkel
- Il Principe di Wied-Neuwied
- Il Conte di Schaumburg (diviso tra il Langravio di Assia-Kassel e il Conte di Lippe-Bückeburg)
- I Conti del Principato di Lippe
- I Conti di Bentheim
- I Principi e Conti di Löwenstein-Wertheim
- Il Principe di Kaunitz-Rietberg
- Il Principe di Waldeck e Pyrmont
- Il Conte di Toerring
- Il Conte di Aspremont
- Il Principe di Salm (come Conte di Anholt)
- Il Conte di Metternich-Winnenburg
- Il Principe di Anhalt-Bernburg-Schaumburg
- I Conti di Plettenberg
- I Conti di Limburg-Stirum
- Il Conte di Wallmoden
- Il Conte di Quadt
- I Conti di Ostein
- I Conti di Nesselrode
- I Conti di Salm-Reifferscheidt (poiché Baroni di Dyck)
- I Conti di Platen
- I Conti di Sinzendorf
- Il Principe di Ligne